# Cēzars Ozers
Cēzars Ozers (Riga, 11 februari 1937 – 5 november 2023) was een Sovjet- en Letse basketbalspeler.

## Carrière
Ozers speelde zijn hele carrière in bij VEF Riga van 1958 tot 1968. Met VEF werd hij twee keer derde om het Landskampioenschap van de Sovjet-Unie in 1960 en 1966. Ook won hij vier keer het Landskampioenschap van de Letse SSR in 1958, 1959, 1960 en 1961. Hij werd één keer derde om de Spartakiade van de Volkeren van de USSR in 1963 met de Letse SSR.
Ozers won één zilveren medaille op de Olympische Spelen in 1960 met het nationale team van de Sovjet-Unie. In 1968 stopte hij met basketbal.
Ozers kreeg in 1998 de onderscheiding Orde van de Drie Sterren 1e graad.
Ozers overleed op 86-jarige leeftijd.

## Erelijst
- Landskampioen Sovjet-Unie:
  - Derde: 1960, 1966
- Landskampioen Letse SSR: 4
  - Winnaar: 1958, 1959, 1960, 1961
- Olympische Spelen:
  - Zilver: 1960
- Spartakiade van de Volkeren van de USSR:
  - Derde: 1963